# Leverslagader
De leverslagader (arteria hepatica communis) is een van de twee bloedvaten die bloed naar de lever vervoert. De leverslagader bevat zuurstofrijk bloed. De leverpoortader loopt eveneens naar de lever maar vervoert zuurstofarm bloed met uit de darmen opgenomen voedingsstoffen die in de lever worden opgeslagen of bewerkt. 
De arteria hepatica communis vertakt verder in de arteria gastrica dextra, arteria hepatica propria (met een ramus dexter en sinister) en de arteria gastroduodenalis. 